# Connie Booth
Constance "Connie" Booth (Indianapolis, 2 de dezembro de 1940 (84 anos)) é uma atriz norte-americana, conhecida pelas suas aparições na televisão britânica, particularmente pelo papel de Polly Sherman na popular série de televisão da década de 1970, Fawlty Towers, que escreveu em conjunto com o seu então marido, John Cleese.